# Дарч, Дориан
Дориан Дарч (англ. Dorian Darch; род. 25 апреля 1984, Абердэр, Уэльс, Великобритания) — британский боксёр-профессионал, джорнимен, выступавший в тяжёлой весовой категории.

## Профессиональная карьера
Дебютировал 30 июля 2011 года в бою с Таяром Мехмедом, которого победил единогласным решением судей. Выиграл первые 6 боёв.
8 декабря 2012 года встретился с Яном Левисоном. Левисон победил техническим нокаутом в 4 раунде.
4 мая 2013 года встретился с Полом Батлином. Дарч победил единогласным решением судей в 4-раундовом бою.
29 сентября 2013 года встретился с непобежденным Хьюи Фьюри. Фьюри победил единогласным решением судей в 6-раундовом бою.
1 февраля 2014 года встретился с непобежденным Энтони Джошуа. Джошуа победил техническим нокаутом во 2 раунде.
11 июля 2014 года встретился с Томом Литлом. Дарч победил единогласным решением судей в 4-раундовом бою.
29 ноября 2014 года встретился с Эдди Чемберсом. Чемберс победил техническим нокаутом в 3 раунде. После этого боя Дарч выиграл 4 боя.
23 июля 2016 года встретился с Дэвидом Хоу. Дарч победил единогласным решением судей в 4-раундовом бою.
25 марта 2017 года встретился с Крисом Хили. Хили победил единогласным решением судей в 8-раундовом бою.